# Günther Wyschofsky

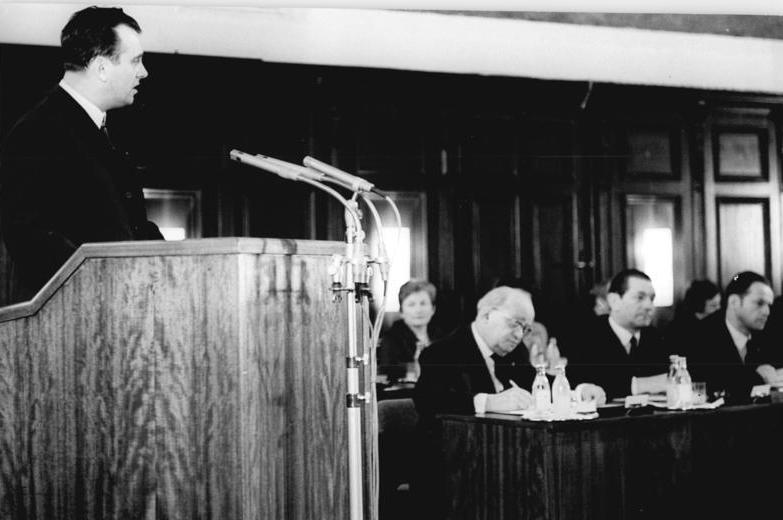
Minister Günther Wyschofsky während seines Berichtes vor dem Staatsrat (1970).

Günther Wyschofsky (* 8. Mai 1929 in Bischofswerda) ist ein ehemaliger deutscher Politiker (SED). Er war Minister für Chemische Industrie der DDR.

## Leben
Als Sohn eines Bäckers absolvierte er nach dem Besuch der Volksschule eine Lehre als Laborant und Drogist und arbeitete im Beruf in Bischofswerda und Bautzen.
1945/46 trat er der KPD/SED bei. Er besuchte von 1946 bis 1948 die Arbeiter-und-Bauern-Fakultät in Halle (Saale) und studierte bis 1951 Chemie an der Technischen Hochschule Dresden und der Universität Leipzig. Bis 1953 war er Betriebschemiker und Leiter des Forschungslabors im VEB Plaste Espenhain, danach bis 1957 Instrukteur bzw. Sektorenleiter des Sektors Chemie der Abteilung Grundstoffindustrie beim Zentralkomitee der SED.
Nach einem Studium an der Parteihochschule war er von 1958 bis 1959 stellvertretender Abteilungsleiter für Bergbau, Kohle, Energie und Chemie und bis 1962 Abteilungsleiter für Grundstoffindustrie beim ZK der SED. Von 1962 bis 1966 war er stellvertretender Vorsitzender und Leiter der Abteilung Chemieplanung der Staatlichen Plankommission und von Mai 1966 bis November 1989 als Nachfolger von Siegbert Löschau Minister für Chemische Industrie. Auf dem VI. Parteitag der SED im Januar 1963 wurde er zum Kandidaten des ZK der SED und auf dem 7. Plenum des ZK (gemeinsam mit Siegbert Löschau) im Dezember 1964 zum Mitglied des ZK der SED gewählt. Er war Vorsitzender der DDR-Seite in den Gemeinsamen Wirtschaftsausschüssen DDR/Iran und DDR/China.
Er war 27 Jahre lang Vorsitzender der Ständigen Kommission für Chemische Industrie des Rates für Gegenseitige Wirtschaftshilfe (RGW)
In seine Ministerzeit fiel der Bau des Petrolchemischen Kombinats Schwedt, der Großraffinerie Leuna II und die Erweiterung des Stickstoffkombinates Piesteritz, welche die schwierige Phase der Umwandlung von der der sozialistischen Planwirtschaft in die Marktwirtschaft 1990 überstanden haben und als industrielle Kernzentren erhalten blieben. Andererseits konnte er nicht den Verfall alter Chemiestandorte verhindern, da die Konzentration der Investitionen auf wenige Vorzeigeprojekte alle Mittel absorbierte. Er stand oft im Zwiespalt zwischen eigener fachlicher Erkenntnis und „Parteidisziplin“, der er sich strikt unterordnete.
Heute lebt er zurückgezogen in seinem Heimatort Bischofswerda.

## Auszeichnungen
- 1960, 1970 und 1979 (Gold) Vaterländischer Verdienstorden
- 1964 Orden Banner der Arbeit
- 1974 Verdienstmedaille der Nationalen Volksarmee
- 1977 Ehrentitel Verdienter Chemiearbeiter der Deutschen Demokratischen Republik
- 1984 Ehrenspange zum Vaterländischen Verdienstorden in Gold
- 1984 Ehrendoktor der Technischen Hochschule „Carl Schorlemmer“ Leuna-Merseburg
- 1989 Karl-Marx-Orden

## Werke
Günther Wyschofsky hat im Jahr 2004 das Buch „Fragen an einen Zeitzeugen“ geschrieben. Es handelt von den politischen Hintergründen für die politischen und wirtschaftlichen Probleme der vergangenen DDR, die er aus seiner täglichen Arbeit kannte.